# William Eaton (Sprinter)
William Eaton (William David Eaton; * 27. November 1882 in Boston; † 1. Januar 1953) war ein US-amerikanischer Sprinter.
Bei den Olympischen Zwischenspielen 1906 in Athen wurde er Vierter über 100 m. 

## Persönliche Bestzeiten
- 100 Yards: 9,8 s, 4. Juli 1904, Boston
- 100 m: 11,2 s, 1906